# Mario Berrino
Mario Berrino (Alassio, 22 settembre 1920 – Alassio, 3 agosto 2011) è stato un pittore e imprenditore italiano.

## Biografia
Sotto la guida del padre Angelo, reduce della prima guerra mondiale, con i fratelli Elio, Giorgio e Adriano, ha gestito nel primo dopoguerra un celebre locale del Ponente ligure: il Caffè Roma di Alassio. Negli anni della grande ripresa il Caffè Roma divenne il ritrovo preferito di artisti di fama nazionale ed internazionale, tra cui Ernest Hemingway che divenne suo stretto amico.
Mario Berrino sottopose all'amico Ernest Hemingway l'idea di trasformare un muretto di fronte al bancone del suo bar Caffè Roma, "un rustico muricciolo che arginava il giardino pubblico in un susseguirsi di piastrelle irregolari, vivacemente colorate" che avrebbero riportato le firme dei più illustri clienti del Caffè Roma, l'idea subito piacque ad Ernest Hemingway, e fu così che la approvò.
Pur non avendo l'autorizzazione del comune di Alassio, le prime tre piastrelle in ceramica, realizzate dal ceramista Ivos Pacetti e con le firme dello scrittore, del Quartetto Cetra e del chitarrista Cosimo Di Ceglie, furono apposte da Mario Berrino ed Ernest Hemingway nel 1953. Nacque così il Muretto di Alassio, considerata una installazione interattiva destinata a continuare la sua evoluzione anche dopo la morte.

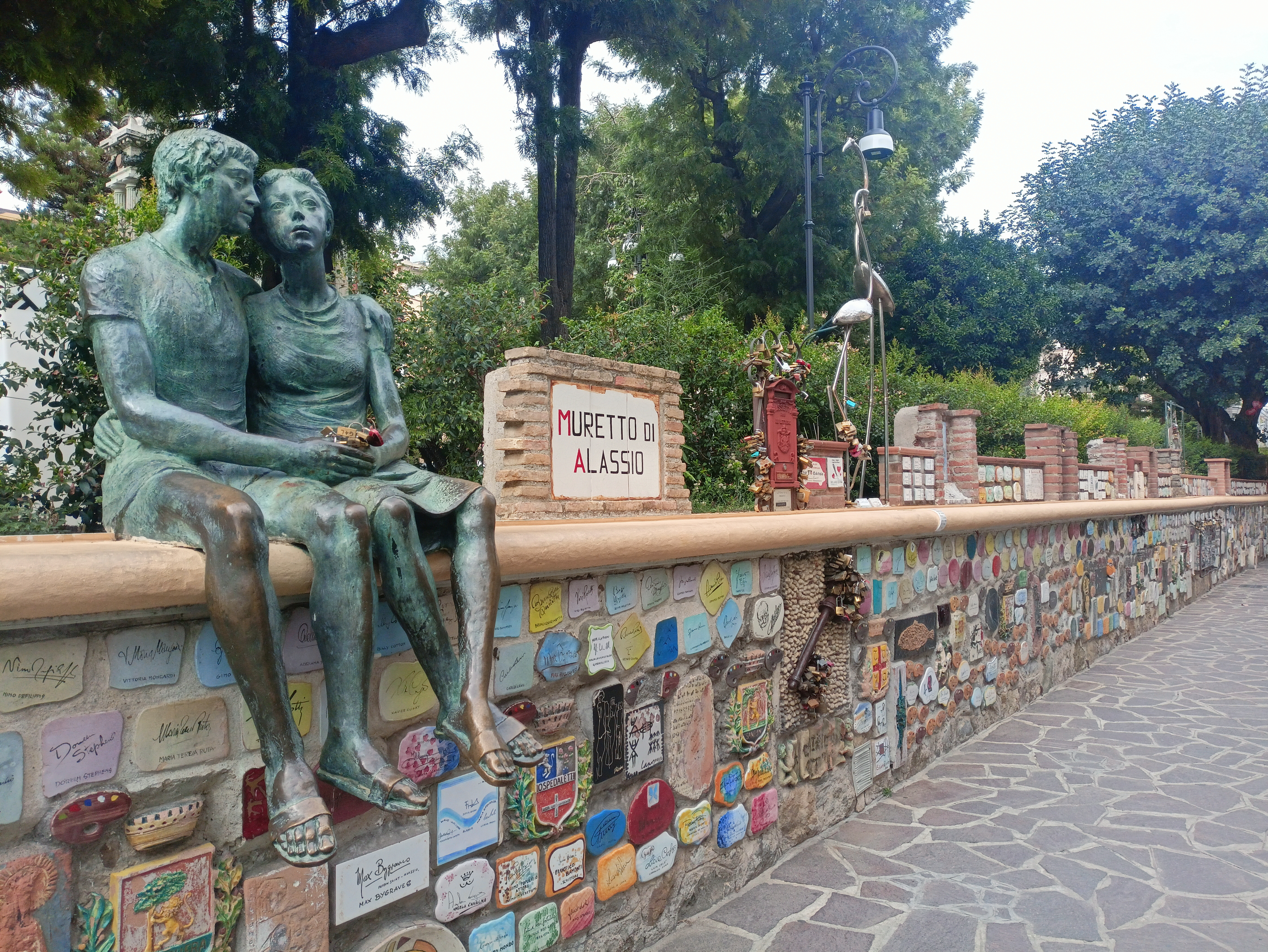
Il muretto di Alassio

Vulcanico ideatore di iniziative, è ricordato anche per il concorso di bellezza Miss Muretto iniziato nel 1953; l'Aria pura di Alassio, venduta in barattoli a 500 lire ed esportata in mezza Europa; lo Sciaccagiara, con piloti di Formula 1 in gara su rulli compressori, alla quale parteciparono tra gli altri anche diverse celebrità monegasche, oltre a Clay Regazzoni e James Hunt; la Festa degli innamorati, dove la più bella lettera d'amore viene premiata sul Muretto il giorno di San Valentino, che continua tuttora. Fu lui a creare il logo dei "pesci che si baciano", usato dalla città di Alassio in più occasioni.
Uno spazio del Caffè Roma, chiamato La buca del Muretto, era dedicato all'arte, e lì esponevano importanti artisti come Lucio Fontana, Wifredo Lam, Aligi Sassu, Umberto Lilloni, Franco Balan, i ceramisti e gli scultori di Albisola.
La loro conoscenza, assieme agli studi artistici del professor Busnelli sulle tecniche dell'acquerello, tempera, encausto e olio, lo stimolarono alla ricerca e gli diedero l'impulso per iniziare a dipingere ed esporre le sue tele. 
Nel 1960 è già un pittore affermato con quotazioni stabili.
Nel 1972 un cinegiornale prodotto dalla Radar Cinematografica dedicò uno speciale servizio alla sua mostra personale tenutasi a Busto Arsizio.
Nel luglio 1974 fu vittima di un sequestro di persona. I rapitori chiesero un riscatto di 300 milioni di lire, ma Berrino riuscì a fuggire tre giorni dopo, presentandosi poi ai carabinieri.
A partire dal 1976 si è dedicato completamente alla pittura. I suoi quadri sono esposti in permanenza in due gallerie a lui dedicate ad Alassio e a Monte Carlo.

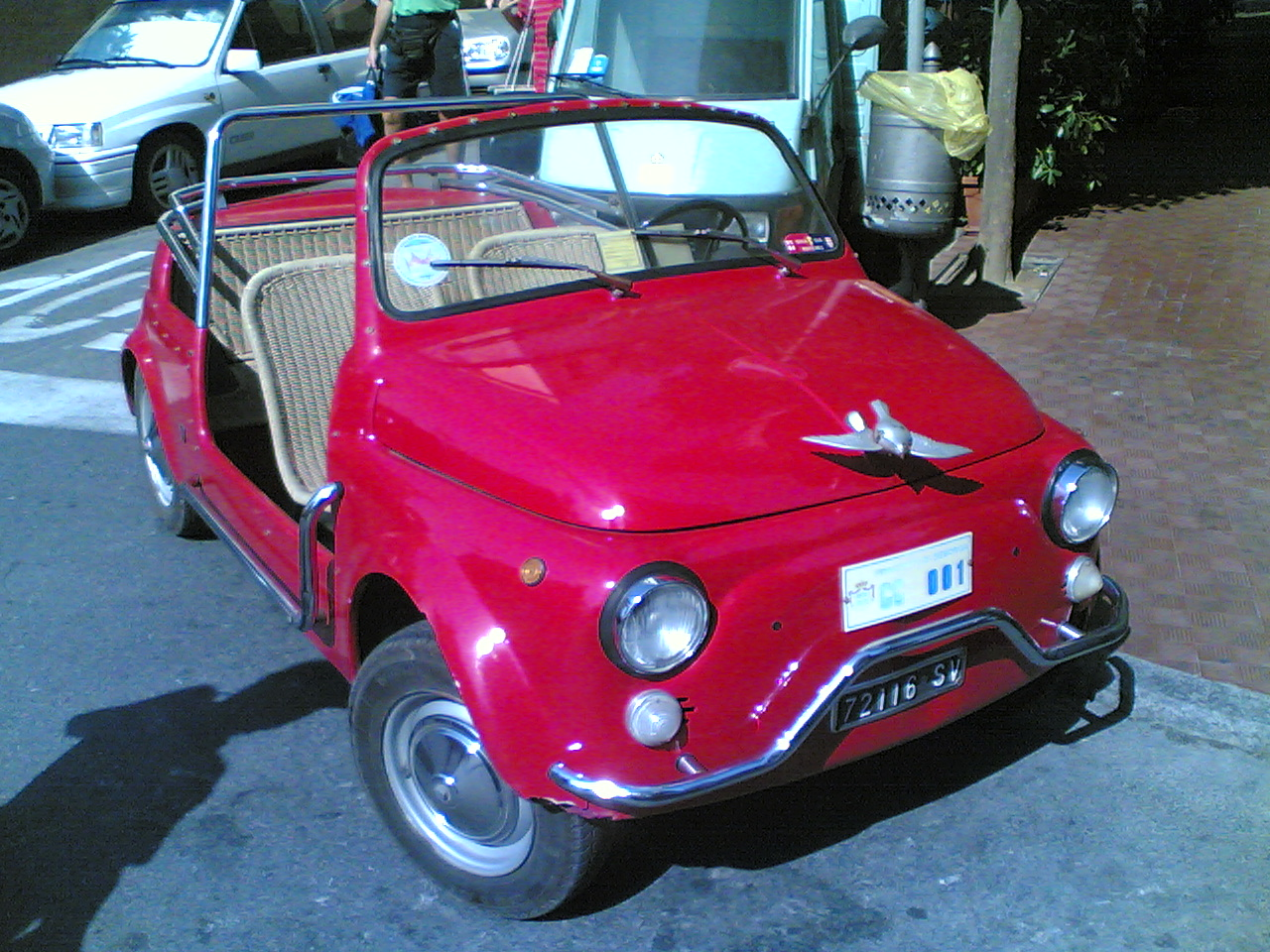
La Fiat 500 Ghia Jolly di Berrino, con la targa "consolare" del Principato di Seborga

Il 14 febbraio 1994 è stato nominato primo console onorario del Principato di Seborga (un microstato ligure) da parte del principe Giorgio I.
Nel 2007 ha contribuito attraverso suoi suggerimenti e costante vicinanza, alla nascita, con Davide Pagani, del concorso letterario Scrivi l'amore che dal settembre 2011 diviene "Scrivi l'amore-Premio Mario Berrino" organizzato dall'associazione culturale "Amici di Mario Berrino".
Berrino è morto il 3 agosto 2011, a 90 anni. Aveva tre figlie, tra cui la conduttrice radiofonica Luisella Berrino.